# Black Knight (Verschwörungstheorie)

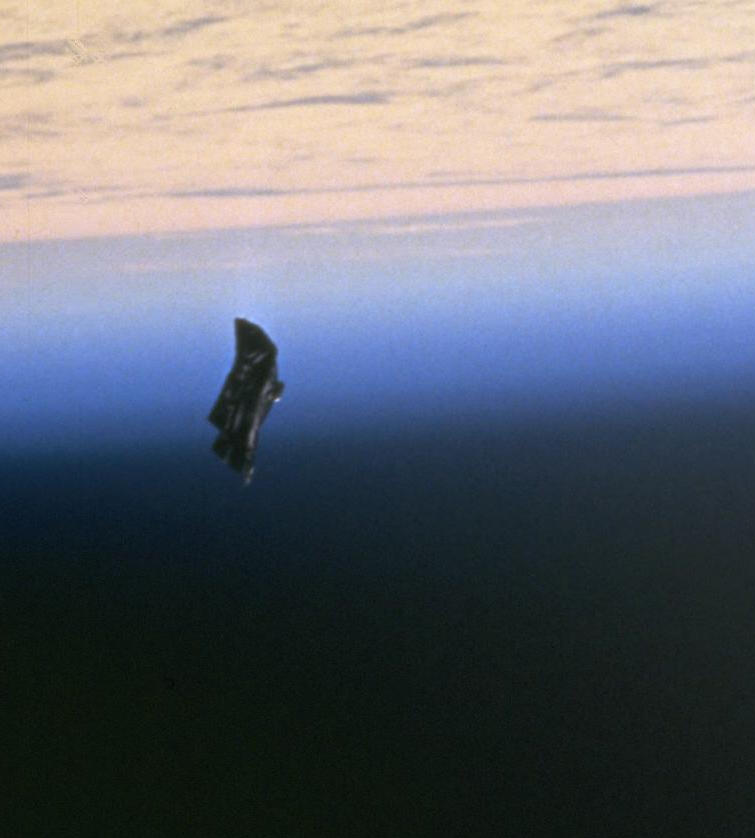
Foto, aufgenommen im Jahr 1998 während der Mission STS-88

Als Black Knight (deutsch Schwarzer Ritter) wird ein hypothetisches Objekt bezeichnet, das sich in der Umlaufbahn der Erde befinden soll und angeblich ein Alien-Satellit ist. Es wird der Verschwörungsmythos verbreitet, dass die US-amerikanische Regierung angebliche Fakten zum Objekt unterschlägt. Ein im Dezember 1998 während der Mission STS-88 aufgenommenes Bild soll einen Beweis der Existenz des Satelliten liefern. Nach anderer Meinung handelt es sich um eine bei einer anderen Mission verloren gegangene Thermodecke oder anderen Weltraumschrott.

## Die Verschwörungstheorie
Das Objekt wird von Anhängern der Prä-Astronautik häufig als Beweis für vergangene Besuche von Aliens angesehen. Vom Objekt sollen geheimnisvolle Radiowellen ausgehen, was sich jedoch nicht belegen lässt. Der Satellit wird  mit  einem angeblich 1955 explodierten UFO in Verbindung gebracht. Er soll bereits vor Beginn der irdischen Raumfahrt gesichtet worden sein.

## Trivia
- 2015 wurde ein Drehbuch von James Frey unter der Regie von Jabbar Raisani mit David Oyelowo und Freida Pinto als Hauptdarstellern verfilmt.[3] Produzent des Promotionvideos mit dem Titel Black Knight Decoded waren die Pepsi Studios.
- Peter Tägtgren verarbeitete die Verschwörungstheorie für das 2016 erschienene Album Coming Home seines Musikprojektes Pain.[4]